# Bolszoj Caryn
Bolszoj Caryn (ros. Большой Царын) – osiedle typu miejskiego w południowej Rosji, na terenie wchodzącej w skład tego państwa Republiki Kałmucji, w południowo-wschodnim skrawku kontynentu europejskiego.
Miejscowość liczy 5,1 tys. mieszkańców (2002 r.).